# 반사회적 행동
반사회적 행동(反社會的行動, antisocial behavior)은 청소년의 문제 행동의 하나로서 말해지는 것. 주로 교육 장면에서 청소년의 발달과 지도에 관련하며 말하는 것. 성인으로는 정치, 종교 등의 신조에 근거하고, 주위의 사회에 대해서 반사회적인 활동을 전개하는 등의 경우도 있어, 청소년의 경우와 일률적으로는 말할 수 없다. 청소년의 경우, 이는 그 사회의 법률이나 습관, 사회규범에 분명하게 반해, 일탈하고 있다고 여겨지는 행위로, 범죄 행위, 소년 비행과 비슷한 행위를 말한다. 비슷한 것으로, 비사회적 행동, 향사회적 행동, 투렛 증후군 등의 신경성 버릇 등이 있어, 이들과 구별하고, 특히 다른 사람에게 폐, 위해, 불안을 미치는 것에서 음주·흡연·가출·번화가 배회·불순 이성 교제·약물 남용·문신 등까지 피해자가 명확하지 않은 것까지를 말한다.
많은 것은, 도둑질, 폭력, 태학, 가출 · 방랑, 거짓말 등. 비사회적·향사회적 행동에 대해서, 이것은 대인·사회적 관계를 부수는 것으로서 구별된다. 비사회적 행동은, 대인·사회적 관계를 회피하는 것이지만, 반대로 향사회적 행동은 그것을 요구 집착하는 경향이 강하다.

## 발생의 배경
비사회 행위의 출현은 아동기의 주의력결핍과다행동장애(ADHD)와 겹쳐 나오는 경우, 또 청년기의 제2반항기에 일시적으로 부모나 어른들로부터의 독립심의 표현과 함께 일시적으로 나오는 경우 등이 있지만, 심각한 것은 그것이 생애에 걸쳐 계속해 나가는 경우이다. 그러한 경우의 배경으로서는 특히 남성의 경우 젠더 문제, 부모로부터의 학대, 특히 니글렉트, 빈곤, 사회적으로 풍족하지 않은 성육 환경 등이 있다고 한다.
원인으로서 행위 장해, 인격장애를 드는 것도 적지 않다.

## 원인 및 영향
가족은 반사회적 행동을 야기하는 데 큰 영향을 끼친다. 기타 가족 요인으로는 부모 중 한 쪽의 반사회적 행동 내력, 부모의 알코올님용 및 약물남용, 불안정한 가정 생활, 양질의 양육의 결여, 신체 학대, 부모의 불안정(정신건강 이상, 외상후스트레스장애PTSD), 가계 곤란 문제 등이 있다.
연구들은 반사회적 행동과 편도체(amygdala) 활동 증가, 특히 분노에 기반한 얼굴표정을 중심으로 하는 편도체 활동 증가 간의 연계가 있음을 밝혔다. 연구는 반사회적 행동으로 인하여 초래되는 위협을 인지하고서 과잉반응을 보이는 증상은 편도체 활동 증가로부터 온다는 사실에 주목한다. 인지된 위협에 주목하는 것에는 고통(distress)을 중심으로 하는 감정을 포함하지 않는다.
성인기 반사회적 인격 특성과 아동기 TV 시청 과다 간의 연계성은 작다. 성인기 초기 범법의 가능성은, 아이들이 평소 주말에 TV 시청하는데 사용하는 1시간마다,  30% 가까이 늘어났다. 또래친구들(peers)도 반사회적 행동의 소인(predisposition)에 영향을 줄 수 있다. 특히 또래집단 내에 반사회적 행동이 드러날 경우, 그 집단에 속한 아이는 반사회적 행동을 들어낼 가능성이 높다. 특히 청소년들 중에, 아동기에 보이느거짓말, 속임수, 파괴적 행동 패턴은 반사회적 행동의 초기 징후이다. 아이들이 이러한 행동을 보이면 어른들이 개입해야 한다. 취학 전에 그리고 중학생 시기에, 이러한 부정적 패턴들을 차단하려는 목적으로, 이러한 행동을 빨리 탐지해 내는 것이 중요하다. 아이들의 이러한 패턴들은 그 나이에 맞는 행동 규범에 반하는 것들에 대하여 저항하는 모습을 보이는 품행장애(conduct disorder)가 될 수 있다. 게다가 이러한 규범을 어기는 행위는 반항 장애(oppositional defiant disorder)를 가져올 수 있으며, 이는 아이들이 성인에게 반항하고 보복하려 하는 행동과 패턴을 만들어내게 한다. 나아가 반사회적 행동을 보이는 아이들은 성년기에 알코올중독에 빠지기 쉽다.

## 대응책
사회로의 복수를 목적으로 한 범죄 행위를 미연에 방지하는 대책으로서는, 그 아이가 놓여져 있는 불리한 생활 환경의 개선과 벌써 학교를 졸업을 했다면 적절한 고용 기회를 제공하는 것. 또 그 아이에게 지지적인 환경, 그 아이를 수용해, 조언할 수 있는 인간 관계, 다시 말해, 포지티브한 동료 집단을 주위에 만들 수 있도록 노력하는 것이 유효하다고 한다.

## 같이 보기
- 비행
- 소년 범죄
- 발달 장해
- 반사회성 인격 장애
- 비사회 행위 금지 명령 (영국)
- 정신과 의사
- 임상심리사
- 양호교사
- 스쿨 카운셀러
- 공격성